# رمسيس السابع
رمسيس السابع  الفرعون السادس خلال عهد الأسرة المصرية العشرون، حكم رمسيس السابع مصر القديمة لما يناهز السبع سنين وخمسة شهور. لم يعرف عن هذه الفترة سوى أنها كانت فترة اضطرابات وذلك نظرًا لارتفاع أسعار الحبوب في عهده.